# Qualcuno ha tradito (romanzo)
Qualcuno ha tradito (titolo originale The Baxter Letters) è un romanzo giallo della scrittrice statunitense Dolores Hitchens. È stato ubblicato in italiano nella collana Il Giallo Mondadori.
Il libro è stato tradotto in francese, tedesco e italiano.

## Trama
Jennifer Hamilton riceve una lettera contenente dei soldi da parte dello zio Baxter. Questo compenso è per recapitare personalmente una busta preparata da lui molti anni indietro e conservata all'interno di una scatola lasciatale in occasione della sua ultima visita. Alla prima richiesta ne seguiranno altre; richieste che porteranno ad altrettanti omicidi.

## Personaggi
- Baxter, giramondo
- Jennifer Hamilton, nipote di Baxter
- Tom Brutch, convivente di Jennifer
- Sean, amico di Tom
- Scott Dunaval, capo ufficio di Jennifer

## Edizioni in italiano
- Dolores Hitchens, Qualcuno ha tradito, traduzione di Brunio Just Lazzari, Il Giallo Mondadori n. 1236, Milano:1972